# Curculio betulae
Curculio betulae är en skalbaggsart som först beskrevs av Stephens 1831.  Curculio betulae ingår i släktet Curculio, och familjen vivlar. Arten är reproducerande i Sverige.